# Owls Head (Maine)
Owls Head es un pueblo ubicado en el condado de Knox en el estado estadounidense de Maine. En el Censo de 2010 tenía una población de 1.580 habitantes y una densidad poblacional de 31,11 personas por km².

## Geografía
Owls Head se encuentra ubicado en las coordenadas 44°3′55″N 69°4′30″O / 44.06528, -69.07500. Según la Oficina del Censo de los Estados Unidos, Owls Head tiene una superficie total de 50.79 km², de la cual 22.99 km² corresponden a tierra firme y (54.73%) 27.8 km² es agua.

## Demografía
Según el censo de 2010, había 1.580 personas residiendo en Owls Head. La densidad de población era de 31,11 hab./km². De los 1.580 habitantes, Owls Head estaba compuesto por el 97.66% blancos, el 0.44% eran afroamericanos, el 0.06% eran amerindios, el 0.19% eran asiáticos, el 0% eran isleños del Pacífico, el 0.06% eran de otras razas y el 1.58% pertenecían a dos o más razas. Del total de la población el 0.25% eran hispanos o latinos de cualquier raza.